# Кожильське сільське поселення (Балезінський район)
Кожи́льське сільське поселення — колишнє муніципальне утворення в складі Балезінського району Удмуртії, Росія. Адміністративний центр — присілок Кожило.
Розформоване 30 травня 2021 року законом Удмуртської Республіки за 17 травня 2021 року № 49-РЗ через переформування муніципального району на муніципальний округ.
Населення — 2152 особи (2015; 2179 в 2012, 2210 в 2010).
До складу поселення входять такі населені пункти:
| Населений пункт           | Населення, осіб (2010) | Населення, осіб (2012) |
| ------------------------- | ---------------------- | ---------------------- |
| Дома 1189 км, без статусу | 11                     | 11                     |
| Балезіно, село            | 501                    | 480                    |
| Бидипі, присілок          | 321                    | 320                    |
| Бісарпі, присілок         | 2                      | 3                      |
| Деніспі, присілок         | 33                     | 31                     |
| Кожило, присілок          | 743                    | 740                    |
| Такапі, присілок          | 420                    | 421                    |
| Шолоково, присілок        | 179                    | 173                    |

В поселенні діють 3 середніх школи (Балезіно, Бидипі, Кожило) та корекційна спеціальна школа (Балезіно), 3 садочки (Балезіно, Бидипі, Кожило), 3 бібліотеки, 3 клуби та 3 фельдшерсько-акушерських пункти. Серед підприємств працює СПК «Колгосп імені Мічуріна».